# Scatella decemguttata
Scatella decemguttata är en tvåvingeart som beskrevs av Wirth 1955. Scatella decemguttata ingår i släktet Scatella och familjen vattenflugor. Inga underarter finns listade i Catalogue of Life.